# Nintendo 3DS XL
La Nintendo 3DS XL, anomenada Nintendo 3DS LL al Japó i iQue 3DS XL a la Xina, és una altra versió de la portàtil de Nintendo 3DS que Satoru Iwata va anunciar en un vídeo de Nintendo Direct el 22 de juny de 2012. La consola es va llançar el 28 de juliol de 2012 a Europa (per 199,99 euros) i al Japó (per 18,900 iens), el 19 d'agost als EUA (per 199,99 dòlars, el mateix temps que New Super Mario Bros. 2) i el 23 d'agost a Austràlia (per 249,99 dòlars). Té la pantalla superior un 90% més gran que l'original 3DS i la bateria dura entre 3 i 6,5 hores en els jocs de 3DS i entre 5 i 8 hores en els jocs de DS.

## Canvis amb la Nintendo 3DS
Arran de les característiques de la Nintendo DSi XL, la 3DS XL és caracteritzada per tenir pantalles més grans, les polzades de la pantalla superior són 4.88 i 4.18 les inferiors, sent un 90% més gran que el seu predecessor. La resolució, però, és la mateixa. La 3DS XL també mostra un disseny notable de modernització comparant la revisió original, ja que té els costats arrodonits i el botó de llar digital. El dispositiu també utilitza un sol color en lloc del color doble utilitzat originalment (negre a l'interior de la tapa i un color principal en general), encara que també pot venir amb colors duals. A més, compta amb 4 GB de targeta SD i la bateria ha estat optimitzada per a durar més temps, al voltant de 3,5 a 6 hores en usar jocs de 3DS, en comparació amb els de 3 a 5 hores de joc en la versió original.